# تهدیدهای پیشرفته و مستمر
تهدید پیشرفته مستمر (Advanced persistent threat؛ به‌طور خلاصه APT) گروه‌های پیشرفته و معمولاً مخفی هستند که حملات مستمر و پیشرفته علیه افراد یا سازمان‌ها را انجام می‌دهند و معمولاً توسط حکومت‌ها پشتیبانی می‌شوند.

## تعاریف
تعریف متفاوتی از APT ارائه شده‌است. اما می‌توان بر اساس اجزای نام آن را توضیح داد:
-- تهدید بدین معنی است که سطحی از همکاری انسان‌ها در انجام این حملات وجود دارد به جای اینکه برنامه کامپیوتری به‌طور خودکار انجام دهند. عاملان یک هدف خاص دارند و ماهر، با انگیزه، سازمان یافته و خوب تأمین شده هستند.
پیشرفته -- حمله کنندگان در پشت از طیف کاملی از تکنیک‌های جمع‌آوری اطلاعات استفاده می‌کنند. این ممکن است شامل تکنیک‌های پیشرفته نفوذ باشد، اما همچنین ممکن است شامل تکنیک‌های جمع‌آوری اطلاعات متداول از قبیل فناوری‌های استراق سمع تلفن و تصویربرداری ماهواره‌ای باشد. در حالی که بعضی از ابزار حمله ممکن است «پیشرفته» دسته‌بندی نشوند (مثلاً نرم‌افزارهای مخرب معمول که در دسترس عموم است) ولی عاملان حمله معمولاً امکان دسترسی و توسعه بیشتر ابزارهای پیشرفته مورد نیاز را دارند. آن‌ها از روش‌ها و ابزار مختلف حمله جهت رسیدن به هدف خود استفاده می‌کنند.
مستمر -- عاملان حمله هدف خاصی را در اولویت قرار می‌دهند و به دنبال به‌دست آوردن نفع مالی فوری نیستند. این نوع‌ها نشان بر این است که حمله کنندگان توسط موجودیتهای پشت پرده هدایت می‌شوند. حمله از طریق نظارت مستمر و تعامل به منظور دستیابی به اهداف تعریف شده‌است. منظور حملات مداوم و به روز رسانی نرم‌افزارهای مخرب نیست. در واقع روش «آهسته و پیوسته» روش معمولاً موفق تری است.

## معروفترین تهدید‌های پیشرفته و مستمر

### چین
- واحد ۶۱۳۹۸

### ایران
- تیم الفین
- بچه گربه مارپیچی
- بچه گربه جذاب

### اسرائیل
- یگان ۸۲۰۰

### کره شمالی
- لازاروس

### روسیه
- خرس خاص
- سندورم
- خرس زهرآلود

## آمریکا
- اکوئیشن گروپ